# Єлизавета Бург (королева Шотландії)
Єлизавета де Бург (англ. Elizabeth de Burgh, *бл. 1284—†27 жовтня 1327) — королева-консорт Шотландії, донька 2-го графа Ольстера Річарда де Бурга та його дружини Маргарити, дружина короля Роберта Брюса.

## Біографія
Єлизавета народилася близько 1284 року, ймовірно, у північно-східній Ірландії. Вона була третьою донькою в родині 2-го графа Ольстера Річарда де Бурга та його дружини Маргарити. Її старшими сестрами були Евеліна та Елеонора. Згодом в родині народилося ще семеро дітей. Річард де Бург був дуже могутнім вельможею, до того ж близько товаришував з королем Англії Едуардом I.
1302 року Єлизавета пошлюбилась із Робертом Брюсом, старшим сином  6-го лорда Аннандейла. Весілля відбулося у графстві Ессекс у Вріттлі. Від свого діда Роберт успадкував права на корону Шотландії, оскільки був нащадком короля Давида I. Із Єлизаветою він мав змогу познайомитись при англійському дворі, оскільки від 1296 року періодично підтримував короля Едуарда I.

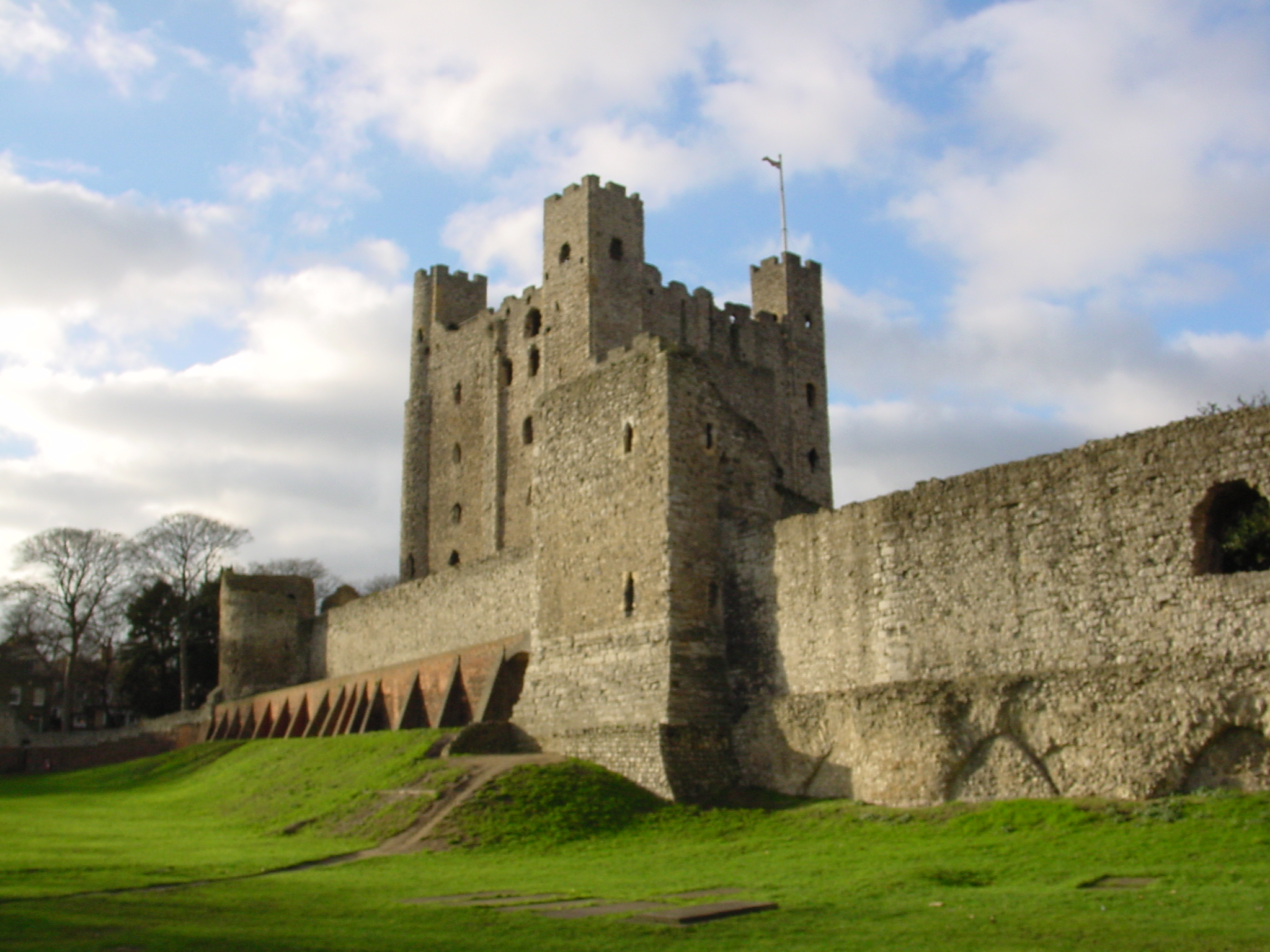
Замок Рочестер, де перебувала Єлизавета

Після того, як її чоловік фактично очолив антианглійський рух в країні, на його сторону перейшла більшість шотландських баронів. 25 березня 1306 Роберт та Єлизавета були короновані в Скуні як правителі Шотландії. Проте їхні війська зазнали поразки. Роберт відіслав дружину, доньку від першого шлюбу та їхніх служниць до свого брата Найджела у замок Кілдруммі. Звідти вони перебралися до храму святого Дутака в графстві Росс. Але граф Росса Вільям II зрадив їх і захопив у полон прямо в соборі. Супроводжуючих лицарів було вбито, а жінок передано до Англії. Там вони провели в ув'язненні близько восьми років. Послідовно місцями перебування Єлизавети були: Бурсвік, абатство Бішем, Віндзорський замок, абатство Шафтсбері, абатство Баркінг і замок Рочестер. Після битви при Баннокберні, що закінчилася переможно для шотландців, англійці відвезли королеву до Йорка, де велися перемовини щодо видачі полонених. У листопаді 1314 Єлизавету перевели у Карлайл. Звідти її було відпущено до Шотландії.
Поєднавшись нарешті із Робертом, Єлизавета до 1327 року народила йому четверо дітей: Давида, Маргариту, Матильду та Джона.
Померла 27 жовтня 1327 року в замку Каллен у Банффширі. Похована в рідному місті.